# Пірникоза гватемальська
Пірникоза гватемальська (Podilymbus gigas) — вид водних птахів родини пірникозових (Podicipedidae). Вимер у другій половині XX століття.

## Поширення та вимирання
Вид був ендеміком гватемальського гірського озера Атітлан, що знаходиться на висоті 1562 м над рівнем моря. До 1950-х років популяція виду була стабільною. Після введення в озеро хижих риб Micropterus dolomieu та Micropterus salmoides чисельність птахів стала зменшуватися. Популяція виду зменшился з 200 до 80 птахів у 1960-х роках. Після заходів зі збереження популяція збільшилася до 210 птахів у 1973 році. Після землетрусу 1976 року озеро обміліло, що призвело до зменшення кормової бази для пірникози. Чисельність птаха знову почала зменшуватися. У 1983 році залишилося 32 птаха. Останніх двох птахів спостерігали у 1989 році. У 1990 році вид визнано вимерлим.

## Опис
За зовнішнім виглядом і голосом пірникоза була схожа на пірникозу рябодзьобу. Відрізнялася більшим розміром та недорозвиненими крилами. Тіло завдовжки 46-50 см. Верхня частина тіла коричневого кольору з білими цятками. Низ темно-сірий, також з білими цятками. Голова майже чорна, шия взимку покрита темно-коричневими плямами, влітку біла. Ноги сірого відтінку. Колір дзьоба варіював від білого (взимку) до коричневого (в інші пори року). Зіниці коричневого кольору.